# Seznam německých názvů obcí a osad v Česku, Ř
Tento seznam obsahuje německé názvy (exonyma) českých obcí začínajících na písmeno Ř.
Tento seznam by měl sloužit pro orientaci v starých písemných pramenech, mapách atd., nikoliv pro překlad českých názvů měst do němčiny. Většina z těchto německých názvů by při použití v současnosti byla nesrozumitelná.
| Český název              | Historická země | Okres               | Německý název        | Poznámka |
| ------------------------ | --------------- | ------------------- | -------------------- | -------- |
| Řadovy                   | Čechy           | Příbram             | Radau                |          |
| Řakom                    | Čechy           | Klatovy             | Rakom                |          |
| Řásná                    | Morava          | Jihlava             | Rasnau               |          |
| Řebří                    | Čechy           | Tachov              | Leiter               |          |
| Řečany nad Labem         | Čechy           | Pardubice           | Retschan an der Elbe |          |
| Řečice                   | Morava          | Jindřichův Hradec   | Rötschitz            |          |
| Řečice                   | Čechy           | Pelhřimov           | Retschitz            |          |
| Řečice                   | Čechy           | Strakonice          | Retschitz            |          |
| Řečice                   | Čechy           | Trutnov             | Retschitz            |          |
| Řečice                   | Morava          | Žďár nad Sázavou    | Retschitz            |          |
| Řečkovice                | Morava          | Brno-město          | Retschkowitz         |          |
| Ředhošť                  | Čechy           | Litoměřice          | Redhoscht            |          |
| Ředice                   | Čechy           | Příbram             | Reditz               |          |
| Ředičky                  | Čechy           | Příbram             | Klein Reditz         |          |
| Řeheč                    | Čechy           | Jičín               | Rehetsch             |          |
| Řehenice                 | Čechy           | Benešov             | Rehenitz             |          |
| Řehlovice                | Čechy           | Ústí nad Labem      | Gross Tschochau      |          |
| Řehnice                  | Čechy           | Mladá Boleslav      | Rechnitz             | u Krnska |
| Řehnice                  | Čechy           | Mladá Boleslav      | Rechnitz             | u Lhotek |
| Řehořov                  | Morava          | Jihlava             | Regens               |          |
| Řehoty                   | Čechy           | Hradec Králové      | Rehota               |          |
| Řehovice                 | Čechy           | Benešov             | Schechowitz          |          |
| Řeka                     | Slezsko         | Frýdek-Místek       | Rzeka                |          |
| Řemenov                  | Čechy           | Pelhřimov           | Remenow              |          |
| Řemešín                  | Čechy           | Plzeň-sever         | Remeschin            |          |
| Řemíčov                  | Čechy           | Tábor               | Remitschau           |          |
| Řenče                    | Čechy           | Plzeň-jih           | Rentsch              |          |
| Řendějov                 | Čechy           | Kutná Hora          | Rendejow             |          |
| Řenkov                   | Čechy           | Písek               | Renkau               |          |
| Řepany                   | Čechy           | Louny               | Rzeppan              |          |
| Řepčice                  | Čechy           | Praha-východ        | Reptschitz           |          |
| Řepčín                   | Morava          | Olomouc             | Repschein            |          |
| Řepeč                    | Čechy           | Tábor               | Repetsch             |          |
| Řepešín                  | Čechy           | Prachatice          | Reppesching          |          |
| Řepice                   | Čechy           | Strakonice          | Repitz               |          |
| Řepín                    | Čechy           | Mělník              | Rippein              |          |
| Řepiště                  | Slezsko         | Frýdek-Místek       | Rzepischtz Repischt  |          |
| Řepka                    | Morava          | Brno-venkov         | Repka                |          |
| Řeplice                  | Čechy           | Kutná Hora          | Replitz              |          |
| Řepnice                  | Čechy           | Litoměřice          | Rzepnitz             |          |
| Řepníky                  | Čechy           | Ústí nad Orlicí     | Repnik               |          |
| Řeporyje                 | Čechy           | hl. m. Praha        | Rübstich             |          |
| Řepová                   | Morava          | Šumperk             | Rippau               |          |
| Řepy                     | Čechy           | hl. m. Praha        | Rüben                |          |
| Řeřichy                  | Čechy           | Rakovník            | Röscha               |          |
| Řesanice                 | Čechy           | Plzeň-jih           | Resanitz             |          |
| Řestoky                  | Čechy           | Chrudim             | Restok               |          |
| Řešetova Lhota           | Čechy           | Náchod              | Lhota bei Studnitz   |          |
| Řešín                    | Čechy           | Tachov              | Rössin               |          |
| Řeteč                    | Čechy           | Písek               | Retsch               |          |
| Řetechov                 | Morava          | Zlín                | Retechow             |          |
| Řetenice                 | Čechy           | Prachatice          | Jettenitz            |          |
| Řetenice                 | Čechy           | Teplice             | Settenz              |          |
| Řetouň                   | Čechy           | Ústí nad Labem      | Rzettaun             |          |
| Řetová                   | Čechy           | Ústí nad Orlicí     | Ritte, Groß Ritte    |          |
| Řetůvka                  | Čechy           | Ústí nad Orlicí     | Klein Ritte          |          |
| Řevnice                  | Čechy           | Praha-západ         | Rewnitz              |          |
| Řevničov                 | Čechy           | Rakovník            | Rentsch              |          |
| Řevnov                   | Čechy           | Tábor               | Rewnau               |          |
| Řevňovice                | Čechy           | České Budějovice    | Rewnowitz            |          |
| Řeznovice                | Morava          | Brno-venkov         | Resnowitz            |          |
| Řež                      | Čechy           | Praha-východ        | Resch                |          |
| Řeženčice                | Čechy           | Pelhřimov           | Reschentschitz       |          |
| Řícmanice                | Morava          | Brno-venkov         | Ritzmanitz           |          |
| Říčany                   | Morava          | Brno-venkov         | Ritschans            |          |
| Říčany                   | Čechy           | Praha-východ        | Ritschan             |          |
| Říčky                    | Morava          | Brno-venkov         | Ritschka             |          |
| Říčky                    | Čechy           | Ústí nad Orlicí     | Schützendorf         |          |
| Říčky v Orlických horách | Čechy           | Rychnov nad Kněžnou | Ritschka             |          |
| Řídeč                    | Morava          | Olomouc             | Rietsch              |          |
| Řídelov                  | Morava          | Jihlava             | Ridelau              |          |
| Řídký                    | Čechy           | Svitavy             | Ridka                |          |
| Řikonín                  | Morava          | Brno-venkov         | Rikonin              |          |
| Řikov                    | Čechy           | Benešov             | Rikau                |          |
| Říkov                    | Čechy           | Náchod              | Rikow                |          |
| Říkovice                 | Morava          | Přerov              | Rikowitz             |          |
| Řikovice                 | Čechy           | Svitavy             | Rikowitz             |          |
| Řimice                   | Morava          | Olomouc             | Rimnitz              |          |
| Římov                    | Čechy           | České Budějovice    | Rimau                |          |
| Římov                    | Morava          | Třebíč              | Rimau                |          |
| Řimovice                 | Čechy           | Benešov             | Rimowitz             |          |
| Římovice                 | Čechy           | Havlíčkův Brod      | Rimowitz             |          |
| Řípec                    | Čechy           | Tábor               | Ripetz               |          |
| Řípov                    | Morava          | Třebíč              | Ripau                |          |
| Řísnice                  | Čechy           | Benešov             | Risnitz              |          |
| Řisuty                   | Čechy           | Kladno              | Risut                |          |
| Řisuty                   | Čechy           | Louny               | Rissut               |          |
| Řiště                    | Čechy           | Strakonice          | Rischt               |          |
| Řitka                    | Čechy           | Praha-západ         | Ritka                |          |
| Řitonice                 | Čechy           | Mladá Boleslav      | Ritonitz             |          |